# 915
Évszázadok: 9. század – 10. század – 11. század
Évtizedek: 860-as évek – 870-es évek – 880-as évek – 890-es évek – 900-as évek – 910-es évek – 920-as évek – 930-as évek – 940-es évek – 950-es évek – 960-as évek
Évek: 910 – 911 – 912 – 913 –  914 – 915 – 916 – 917 – 918 – 919 – 920

## Események

### Európa
- A magyarok újabb zsákmányszerző hadjáratot indítanak Németországba. Bajorországon áthaladva végigfosztogatják Svábföldet, Frankóniát és Türingiát. Megostromolják a fuldai apátságot; nem tudják elfoglalni, de Huoggi apát meghal az ostrom alatt. Ezután továbbhaladnak északra és kifosztják Brémát, majd a zsákmánnyal zavartalanul hazatérnek.
- 33 évesen meghal I. Spytihněv cseh fejedelem. Utóda öccse, I. Vratislav, aki segíti az országán áthaladó, Németország felé tartó magyarokat.
- X. János pápa nagy dél-itáliai keresztény szövetséget hoz létre a Róma környékét fosztogató szaracénok ellen. A helyi hercegeken kívül a dél-itáliai bizánciak és I. Berengár itáliai király is küldenek csapatokat. A pápa személyesen vezeti a hadsereget és a gariglianói csatában szétverik a szaracénokat.
- X. János pápa Rómába császárrá koronázza Berengárt.
- Meghal Berengár hűtlenséggel vádolt felesége, Bertila (feltehetően megmérgezték). Berengár még ebben az évben feleségül veszi Vak Lajos provence-i király lányát, Annát.
- Meghal II. Adalbert, Toszkána őrgrófja. Utóda kiskorú fia, Guido.

### Észak-Afrika
- Januárban Gízánál az Abbászidák döntő győzelmet aratnak az Egyiptomba betörő Fátimidákkal szemben. A fátimida kalifa fia, al-Kaim Alexandriába vonul vissza, majd a várost kénytelen harc nélkül feladni és visszatér Ifríkijába. A megszállt Kirenaika fellázad és kiűzik a fátimida helyőrségeket.

## Születések
- január 13. - II. al-Hakam, córdobai kalifa
- Al-Mutanabbi, arab költő
- I. Boleszláv, cseh fejedelem
- Hászdái ibn Sáprut, zsidó tudós, orvos, diplomata

## Halálozások
- II. Adalbert, toszkán őrgróf
- Spoletói Bertila, itáliai császárné
- IV. Gergely, nápolyi herceg
- I. Reginar, Hainaut grófja
- Regino, prümi apát
- I. Spytihněv, cseh fejedelem
- Tuotilo, német szerzetes, költő, zeneszerző

## Fordítás
- Ez a szócikk részben vagy egészben  a(z)   915 című angol Wikipédia-szócikk ezen változatának fordításán alapul.  Az eredeti cikk szerkesztőit annak laptörténete sorolja fel. Ez a jelzés csupán a megfogalmazás eredetét és a szerzői jogokat jelzi, nem szolgál a cikkben szereplő információk forrásmegjelöléseként.